# Westfälischer Gülderling
Der Westfälische Gülderling ist eine regionale Apfelsorte, die bereits vor 1930 erstmals genannt wurde. Sie ist heute noch in Westfalen und den angrenzenden Regionen weit verbreitet. Reifezeit Anfang Oktober.
Die Frucht ist walzenförmig, hochgebaut, typisch kantig. Die Schale ist fest, rot gestreift und geflammt. Frucht ist sehr hart, saftig, wird aber auf dem Lager schnell trocken. Vorwiegend Mostapfel. Haltbar bis Dezember. Baum starkwachsend, wenig verzweigt, überhängend. 